# C'est pas moi, je le jure!
C'est pas moi, je le jure! (br Não Sou Eu, Eu Juro!) é um filme franco-canadense de 2008 dirigido e escrito por Phillipe Falardeau, baseado na obra de Bruno Hébert.

## Elenco
- Antoine L'Écuyer  .... Léon Doré
- Daniel Brière  .... Philippe Doré
- Catherine Faucher  ....  Léa
- Suzanne Clément ....  Madeline Doré
- Gabriel Maillé  .... Jérôme Doré
- Jean Maheux  .... Bispo Charlebois
- Catherine Proulx-Lemay .... amiga de Madeline